# 楊彪
楊彪（142年—225年），字文先，弘農華陰人，東漢末年大臣。出身弘農楊氏，從楊震至楊彪，四代人擔任過太尉。楊彪正是第四代。其子楊修。

## 家世
遠祖楊喜是漢高祖時的猛將，祖先楊敞是漢昭帝的宰相，封安平侯，楊敞娶了司馬遷的女兒，生下楊賁。楊賁生楊譚，楊譚生楊寶，相傳楊寶心善，因為救了黃雀而得到「銜環」的報恩。楊寶生楊震，楊震生楊秉，楊秉生楊賜，楊賜生楊彪，從楊震到楊彪，四代都當到太尉。

## 生平

### 早期经历
杨彪少年时深受家学熏陶，最初被举为孝廉，州里推举其为茂才，公府徵召，都不应命。漢靈帝熹平年間（172年－178年），因为广泛学习旧闻，被公车徵拜議郎，與馬日磾、蔡邕、盧植、韓說等著作東觀，補續《東觀漢記》，遷任侍中、京兆尹。光和二年（179年），黄门令王甫教唆宾客勒索敲诈郡国的财物共计七千余万，杨彪批露了他的行径，并執此事告知司隶校尉阳球。阳球于是上奏灵帝并诛杀了王甫，天下人无不满意。后回任侍中﹑五官中郎将，又先后出任颖川﹑南阳太守、侍中、永乐少府﹑太仆﹑卫尉等职。漢靈帝中平六年（189年），楊彪代董卓為司空，同年冬，代黃琬為司徒。

### 谏阻迁都
初平元年（190年），关东诸侯起兵讨伐董卓，發動董卓討伐戰。董卓恐惧，規劃迁都长安以避其锋芒，于是大会公卿，说：“高皇帝劉邦定都長安历经十一世西漢，光武皇帝劉秀建宫洛阳，到现在也有十世了東漢。按照《石包谶》的说法，应该将都城迁回到长安，以应天人之意。”百官没有敢说话的。杨彪说：“迁都改制是天下大事，所以盘庚五次迁都，殷朝人民全都怨恨。过去关中遭遇王莽之乱，宫室焚毁，人民涂炭，百人中都没有一人存活。光武皇帝承受天命，改在洛邑建都。如今天下无虞，百姓乐安，明公您拥戴圣主，光大汉朝国祚，无故舍弃宗庙，抛弃祖宗园陵，恐怕百姓惊恐动荡，必定会有糜粥沸腾一般的动乱。石包室谶是妖邪之书，怎么能够相信采用？”董卓说：“关中肥沃富饶，因此秦朝得以吞并六国。而且陇右地区材木自己生产，得到很容易。另外杜陵南山下有武帝留下烧制陶器的炉灶数千所，合力经营，可以很快完成。百姓哪里值得计较呢！若有阻碍，我以大兵驱赶他们，他们就不敢畏避艰难险阻。”杨彪说：“让天下动乱很容易，安定下来却很难，希望您考虑。”董卓变色，说：“你想要阻挠国家大计吗？”太尉黄琬说：“这是国家大事，杨公说的话难道不能值得思考吗？”董卓没有回答。司空荀爽见董卓意图坚定，担心杨彪等人受害，因而神情严肃地说：“相国怎么会乐于此事呢？山东兵起，不能用一天消除，因此应该迁都来图谋，这是秦、汉时候的形势。”董卓怒意稍稍平息。荀爽私底下对杨彪说：“各位坚持争论而不停止，祸患必定降临，所以我不参加。”廷议结束后，黄琬又写了驳斥迁都的议论。
二月五日，董卓指使司隶校尉宣璠以灾变为借口，上奏汉献帝免除黄琬﹑杨彪等人职务。之后，二人得知伍琼、周毖被杀后很害怕，到董卓府邸谢罪。董卓也因杀死伍琼、周毖而感到后悔，于是上表推举二人任光禄大夫。十多天后，迁任大鸿胪。杨彪随从汉献帝入函谷关，转任少府、太常，因病罢免。后又任京兆尹、光祿勳，再迁任光禄大夫。初平三年（192年）九月，接替淳于嘉任司空、录尚书事，后因地震免職。又被拜为太常。兴平元年（194年），杨彪代朱儁为太尉，录尚书事。

### 尽节护主
兴平二年（195年）三月，李傕遣其侄李暹率兵数千人包围皇宫，想要劫持汉献帝前往李傕大营。杨彪对李暹说：“自古以来，帝王没有住在人臣家里的，诸位做事，怎能如此！”李暹说：“将军已经决定了。”于是杨彪随汉献帝出行。不久，汉献帝派杨彪及诸位公卿前往郭汜营劝和，不料郭汜将杨彪和司空张喜、大司农朱儁、卫尉士孙瑞、太仆韩融等人扣留为人质。郭汜又大会公卿，议论责备李傕。杨彪说道：“群臣共鬥，其中一人劫持天子，一人以公卿为人质，这可以吗！”郭汜恼怒，想要动手杀之。杨彪说：“你尚且不侍奉陛下，我怎么能独自求生呢！”经中郎将杨密力劝，郭汜才没有加害他。同年，汉献帝东迁，杨彪尽节护主，在最危急的关头，几乎遇害。汉献帝回到洛阳后，杨彪代理尚书令。

### 晚年沉浮
建安元年（196年），杨彪随汉献帝定都许县。当时大宴百官，兖州刺史曹操上殿，见杨彪神情不悦，惧怕会被趁机图谋，便未敢参加宴会，托病上厕所，趁机离开宴会返回大营。九月，杨彪因病被罢免。当时袁术在淮南称帝，曹操因此以杨彪与袁术是亲戚，想要勾结袁术废献帝为由，将其下狱。将作大匠孔融听说后，连朝服都来不及穿就，就面见曹操说：“杨公四世清德，海内外共同赡仰。周书说父子兄弟犯罪都不相互牵连，更何况因袁氏就归罪于杨公。易经称‘积德行善之家，恩泽及于子孙’，只是欺骗人罢了。”曹操说：“这是陛下的意思。”孔融则回答：“如果让周成王杀召公，周公可以说自己不知道吗？如今天下士人之所以仰慕明公您，是因为您聪明仁智，辅弼汉朝，举荐正直之士，斥退邪妄之人，致使四方和乐。如今却要杀害无辜之人，那么海内旁观侧听之人，谁也不会再肃敬待您了！我孔融还是鲁国一男子，明天便拂袖而去，不再来朝。”负责拷问的许县令满宠也对曹操说：“拷问杨彪没有找到罪证。如果要处决他，要找到证据才能执行。此人有名于海内，若找不到证据而把他处决，会大失民心，请明公想清楚。”曹操无奈之下只得释出杨彪。
建安四年（198年），再拜为太常。建安十年（205年），被罢免。次年，杨彪的爵位被剥夺。杨彪见汉室将衰，于是诈称脚抽筋退居不出。后来其子杨修为曹操所杀，曹操见杨彪问道：“您为什么这么瘦？”杨彪说：“我很惭愧没有金日磾杀子的先见之明，但还怀有老牛舐犊般的关爱。”曹操为之改容。曹丕称帝后，想要让杨彪出任太尉，先让使者告诉杨彪。杨彪说：“我杨彪担任过汉朝的三公，遭到乱世而不能对国家有所补益，现在年老多病，怎么能够再去新朝任职？”因而坚决推辞。曹丕拜杨彪为光禄大夫、特进，待以宾客之礼。又赐杨彪延年杖及冯几，允许戴鹿皮冠，杨彪辞让，只穿着布单衣和皮弁入见；曹丕又在杨府设置行马，安排吏卒，来表示对他的优遇。黄初五年（225年），杨彪去世，享壽八十四岁。

## 家族

### 先祖
- 杨喜，字幼罗。曾任骑都尉，汉高祖时因功封赤泉侯。
- 杨敞，汉昭帝时官至丞相，封安平侯，卒谥曰敬。

### 高祖
- 杨宝，大儒，隐居不仕。

### 曾祖
- 杨震，字伯起。官至太尉。

### 祖父
- 杨秉，字叔节。官至太尉。

### 父亲
- 杨赐，字伯献。官至太尉、司空，封临晋侯，卒赠骠骑将军，谥曰文烈。

### 子孫
- 子：杨修，字德祖。汉末文学家，仕至丞相主簿。为曹操所杀。
- 孙：杨嚣，杨修之子，西晋初年任典军将军。
- 曾孙：杨准，字始丘，杨嚣之子，晋惠帝末年任冀州刺史。
- 玄孙：杨峤，字国彦，杨准之子。
- 玄孙：杨髦，字士彦，杨准之子。
- 玄孙：杨俊，字惠彦，杨准之子，杨峤之弟，官至太傅掾属。

## 评价
- 孔融：“杨公四世清德，海内所瞻。”（《后汉书·卷五十四·杨震列传第四十四》）
- 袁绍：“故太尉杨彪，历典二司，元纲极位。”（《三国志·卷六·魏书六·董二袁刘传第六》注引《魏氏春秋》）
- 满宠：“此人有名海内。”（《三国志·卷二十六·魏书二十六·满田牵郭传第二十六》）
- 曹丕：“公故汉宰臣，乃祖以来世著名节，年过七十，行不逾矩，可谓老成人矣。”
- 傅玄：“是后刘珍、朱穆、卢植、杨彪之徒，又踵而成之，岂亦各拘于时而不得自尽乎？何其益陋也！”
- 袁宏：“王室大乱，彪流离播越，经历艰难，以身卫主，不失中正，天下以此重之。”
- 范晔：“杨氏载德，仍世柱国。震畏四知，秉去三惑。赐亦无讳，彪诚匪忒。脩虽才子，渝我淳则。”（《后汉书·卷五十四·杨震列传第四十四》）
- 裴松之：“杨公积德之门，身为名臣，纵有愆负，犹宜保佑，况淫刑所滥，而可加其楚掠乎？”
- 洪迈：“夫曹氏篡汉，忠臣义士之所宜痛心疾首，纵力不能讨，忍复仕其朝为公卿乎？歆、群为一世之贤，所立不过如是。彪逊辞以免祸，亦不敢一言及曹氏之所以得。盖自党锢祸起，天下贤士大夫如李膺、范滂之徒，屠戮殆尽，故所存者如是而已。”（《容斋随笔·卷十》）
- 胡三省：“杨彪有愧于龚胜多矣。”
- 郝经：“杨氏世济忠贞，累叶公辅，大臣钜室，朝廷倚赖，不幸主防时屯，颠沛流离，间关险阻，防涉勤劳，可谓共矣，天子已入操手，大事已去，不能闲居卫国，犹以元老自处，一旦几为操所杀，而竟杀其子，折辱之余腼面偷生，褫汉三公而受丕伪爵，贤大夫也，欠汉家一死耳。”“钜臣宗儒，四杨八荀。黄髪两翁，终以失身。”（《郝氏续后汉书》）
- 朱明镐：“按管幼安忠于汉世，终不臣魏。宁为汉处士，不为魏司徒。区区此心，前有龚胜，后有陶潜，当时有杨彪耳。”（《史纠·卷一》）
- 王夫之：“袁隗、杨彪以德望世臣，且无以自靖。”（《搔首问》）
- 赵翼：“按彪虽辞太尉，仍授光禄大夫，亦未免有玷。”（《陔余丛考·卷十七》）
- 乾隆帝：“杨彪以汉三公不受魏爵，托于大义自持，则何不骂贼而死乎？观其于光禄大夫之拜，赐几杖、施行马，恬不知耻，十万而受万，尚得谓无垢全节耶？既贪生复好名，千秋以下正论难逃，终于进退无据而已。”（《评鉴阐要》）
- 沈钦韩：“彪之苦节幽贞，始终如一，在魏代欲饰美谈以掩篡迹耳。”
- 汤鹏：“自汉已降，弟靡波流，以至于魏晋六朝，所谓名材硕德非无一二之存，所谓媚世乱德则更仆悉数而不能终焉。尔乃杨彪就秩于曹氏，王导钓誉于江左，崔光取容于拓拔，谢朏屑屑于齐、梁，何其耻也！”（《浮邱子》）

## 艺术形象

### 文学
在著名章回小說《三國演義》中的楊彪，歷程大概依循正史而為。杨彪出场时为东汉太尉，与司徒王允等迎接失散的汉少帝和陈留王刘协，后为司徒，与太尉黄琬、司空荀爽共谏欲迁都的董卓，均遭罢免。后任太尉，向汉献帝献计离间李傕、郭汜二人。二人交战时，奉命同众官前往郭汜营中劝和，为郭汜扣留，杨彪怒斥郭汜，郭汜恼怒欲杀杨彪，中郎将杨密劝阻，郭汜才放了杨彪与大司农朱儁，二人出营相抱而哭，昏绝于地。汉献帝返回洛阳后，杨彪建议汉献帝依靠曹操。之后，因与袁术为姻亲，曹操讨平吕布后，将其诬陷下狱，经孔融力争才得以幸免。

### 影视
- 2004年电视剧《武圣关公》：魏天堂
- 2017年电视剧《大军师司马懿之军师联盟》：柳健
- 2018年电视剧《三国机密》：张琪

## 外部連結
- 關於「結草銜環」
- 「結草銜環」典故